# O Pornógrafo
O Pornógrafo é um filme brasileiro de drama produzido em 1970, com argumento e direção de João Callegaro. Foi o único longa-metragem do diretor. Além de influências de O Bandido da Luz Vermelha, foram incluídos trechos de filmes de gângsters clássicos norte-americanos e o clímax, numa sala de espelhos, faz referência a A Dama de Xangai, de Orson Welles.

## Elenco
- Stênio Garcia ... Miguel Metralha
- Edgard Gurgel Aranha ... Peter Aster
- Liana Duval ... Madame Rosália  (convidada especial)
- Sérgio Hingst ... Chefe da Editora (participação especial)
- Bentinho ... Fiscal
- Ednardo Pinheiro
- Francisco Di Franco ... Fábio
- Julia Miranda
- Sabrina
- Clarice Piovesan
- Américo Taricano
- Rosângela Maldonado (participação especial)
- Antonio Moreiras
- Oswaldo Sampaio (convidado especial)
- Vera Sampaio (convidada especial)
- Carlos Reichenbach ... mordomo de Madame Rosália (convidado especial)
- Pedrão...Pedro Baiano
- Kátia
- Vitória
- Abel Constante
- Antônio Lima (convidado especial)
- Jairo Ferreira (convidado especial)

## Sinopse
Miguel Metralha é um jornalista frustrado que resolve mudar de emprego e vai trabalhar numa editora clandestina de revistas em quadrinhos pornográficas (no estilo dos "Catecismos" de Carlos Zéfiro) sediada na Boca do Lixo no centro de São Paulo. A empresa passa por uma crise financeira e o chefe morre subitamente. Miguel assume o cargo e resolve mudar a linha editorial, investindo no segmento de pornografia para homossexuais. Para isso ele chama o amigo de infância, o costureiro Peter Aster, que passa a ser seu braço direito nos negócios. Mas a verdadeira proprietária da empresa, a dama da sociedade Madame Rosália, não gosta das mudanças e entra em confronto com Miguel.